# اشتباه دوباره
اشتباه دوباره (انگلیسی: Wrong Again) فیلمی در ژانر کمدی و زوج هنری به کارگردانی لئو مک‌کری است که در سال ۱۹۲۹ منتشر شد.

## بازیگران
- استن لورل
- اولیور هاردی
- دل هندرسون
- جک هیل
- چارلی هال
- فرد کلسی
- هری برنارد
- جوزفین کرول
- سام لافکین
- جک هیل